# Jean Piot
Jean Piot (San Quintín, 10 de mayo de 1890-La Sauvetat, 15 de diciembre de 1961) fue un deportista francés que compitió en esgrima, especialista en las modalidades de florete y espada.
Participó en tres Juegos Olímpicos de Verano entre los años 1928 y 1936, obteniendo dos medallas en Los Ángeles 1932, oro en la prueba de florete por equipos y oro en espada por equipos. Ganó una medalla de oro en el Campeonato Mundial de Esgrima de 1934.

## Palmarés internacional
| Juegos Olímpicos   | Juegos Olímpicos             | Juegos Olímpicos | Juegos Olímpicos    |
| Año                | Lugar                        | Medalla          | Prueba              |
| ------------------ | ---------------------------- | ---------------- | ------------------- |
| 1932               | Los Ángeles (Estados Unidos) | Medalla de oro   | Florete por equipos |
| 1932               | Los Ángeles (Estados Unidos) | Medalla de oro   | Espada por equipos  |
| Campeonato Mundial |                              |                  |                     |
| Año                | Lugar                        | Medalla          | Prueba              |
| 1934               | Varsovia (Polonia)           | Medalla de oro   | Espada por equipos  |